# Bataille de Panormus (251 av. J.-C.)
Pour les articles homonymes, voir Bataille de Palerme.
Première guerre punique
Batailles
- Messine
- Agrigente
- Îles Lipari
- Pointe d'Italie
- Mylae
- Sulci
- Tyndaris
- Cap Ecnome
- Adys
- Tunis
- 1re Panormus
- 2e Panormus
- Lilybée
- Drépane
- Phintias
- Drépane
- Mont Héricté
- 1re Mont Eryx
- 2e Mont Eryx
- Îles Égades

La deuxième bataille de Panormus fut livrée dans le cadre de la première guerre punique en 251 av. J.-C. entre les légions de la République romaine et les Carthaginois. Elle se termina par la victoire des Romains, ce qui leur permit de garder le contrôle de la ville de Panormus (la moderne Palerme) jusqu'à la fin de la guerre.

## Préambule
À la fin de 252 av. J.-C. ou au début de 251 av. J.-C., Carthage a maté une révolte en Libye et a envoyé une armée en Sicile, commandée par Hasdrubal, qui a combattu à Tunis sous les ordres de Xanthippe et qui a transféré un corps d'éléphants de guerre à Lilybée. Hasdrubal décide d'attaquer une armée romaine dirigée par le consul Caecilius Metellus qui s'est rassemblée près de Panormus, port carthaginois dont les Romains ont pris le contrôle deux ans auparavant.

## La bataille
Les troupes d'Hasdrubal forcent les Romains à se replier derrière les murs de Panormus et ravagent la contrée avant de se diriger vers la cité.
Metellus donne l'ordre à ses troupes légères d'avant-garde de harceler l'avant-garde carthaginoise et de l'attirer au-delà de l'Aretus et de la forcer à se mettre en ordre de bataille avec le fleuve dans le dos. Metellus se retire, lui-même à Panormus et laisse ses généraux commander ses troupes légères.
Hasdrubal, se laissant emporter par son ardeur, attaque, avec les éléphants en tête, la ville avec ses défenseurs postés sur les murs et dans les fossés.
Quand les éléphants avancent pour disperser les troupes légères romaines, ils sont assaillis par une pluie javelots, de traits et autres projectiles, causant la panique parmi les pachydermes qui, effrayés, se retournent vers leur propre ligne et y porte l'épouvante et le chaos. Metellus ordonne alors à ses légions d'attaquer l'aile gauche des Carthaginois, manœuvre qui réussit et qui provoque la déroute de l'armée carthaginoise. Les Romains ne poursuivent pas leurs ennemis mais capturent tous les éléphants, qui sont plus tard massacrés au Circus Maximus.

## Bilan
Les carthaginois perdent 20 000 hommes et 142 éléphants sont pris et envoyés à Rome.
Hasdrubal est rappelé à Carthage pour y être exécuté et son successeur, Adhubal, qui pense que la garnison de Sélinonte ne peut désormais plus être tenue, la fait évacuer et détruit la cité en 250 av. J.-C.. Néanmoins la guerre va durer encore dix ans jusqu'en 241 av. J.-C..
Après cette bataille, et durant tout le cours de la première guerre punique, les carthaginois n'attaqueront plus les Romains par terre.